# Diebling
Diebling – miejscowość i gmina we Francji, w regionie Grand Est, w departamencie Mozela.
Według danych na rok 1990 gminę zamieszkiwało 1709 osób, a gęstość zaludnienia wynosiła 218 osób/km² (wśród 2335 gmin Lotaryngii Diebling plasuje się na 251. miejscu pod względem liczby ludności, natomiast pod względem powierzchni na miejscu 759.).